# 화웨이 어센드 P6
화웨이 어센드 P6(Huawei Ascend P6)는 화웨이에서 2013년 6월 18일(영국 현지 시간 기준), 런던에서 공개하고, 출시한 안드로이드 스마트폰이다. 2013년 6월 18일 기준, 6.18mm로 세계에서 가장 얇은 스마트폰 타이틀을 보유하고 있었다. 전작인 화웨이 어센드 P2가 출시된지 4개월만에 공개되었으며, 어센드 P3가 아니라 어센드 P6로 공개되면서 숫자를 대거 건너뛰었다. 화웨이는 어센드 P6의 발매 이후, 글로벌 시장 5위를 차지했다.

## 연혁
- 2013년 4월 : 제품 발표
- 2013년 6월 : 제품 출시

## 특수 기능

### 카메라 기능
전면 500만 화소 카메라와 후면 800만 화소 카메라를 탑재했다. 전면 카메라에 자동안면 향상기능을 탑재해 셀카 기능을 적용했다. 후면 카메라는 F/2.0 조리개와 4cm 메크로 뷰를 탑재했다.

### 화면
해상도는 720p를 구현하며, 매직 터치 기능을 탑재해 액정 화면의 반응성을 높여, 장갑을 낀 상태에서도 터치가 가능하다고 화웨이가 밝혔다.

### 본체
2013년 6월 기준, 6.18mm로 세계에서 가장 얇은 두께를 지닌 스마트폰이라는 기록을 보유하고 있었다. 전작 화웨이 어센드 P2와는 달리 메탈 제질의 하드웨어로 제작되었다. 무게는 120g으로 가벼운 편이며, 얇은 두께 때문에 배터리 용량이 내장형 2000mAh로 줄어들었다.

### 기타 기능

#### exFAT
exFAT포맷을 지원하여 용량이 4 GB이상인 파일을 사용할 수 있으며, 외장메모리에도 이 기술이 적용되었다.

## 색상
- 블랙
- 화이트
- 핑크

## 경쟁 기종
- 삼성 갤럭시 S4
- HTC 원
- LG G2
- 소니 엑스페리아 Z1

## 같이 보기
- 화웨이
- 화웨이 어센드 P1
- 화웨이 어센드 P7
- 화웨이 어센드 메이트